# João Mineiro
João Sant'Ângelo (Andradas, 23 de agosto de 1937 — Jundiaí, 24 de março de 2012), mais conhecido como João Mineiro, foi um cantor e compositor brasileiro que, ao lado de Marciano, formou por 23 anos a dupla sertaneja João Mineiro & Marciano.
Desde a separação, em 1993, participava da dupla João Mineiro & Mariano, regravando alguns sucessos da antiga dupla.

## Biografia

### Vida pessoal
Seu primeiro casamento foi com Eugênia Sant’Ângelo, onde teve 8 filhos. A mais famosa filha é a cantora Celina Sant’Ângelo, que juntamente com sua amiga Adriana, formaram a dupla sertaneja As Marcianas, que surgiu na década de 1980. Por 15 anos, foi casado com Luciana Aparecida da Silva, com quem teve duas filhas.

### Morte
Faleceu aos 74 anos na cidade de Jundiaí, vítima de insuficiência cardíaca. Foi enterrado em sua cidade natal.

## Discografia

### Com a dupla João Mineiro & Marciano
- 1973 - Filha de Jesus - Chororó
- 1974 - A Procura da Paz - Chororó
- 1975 - Chorarei ao Amanhecer - Chororó
- 1976 - Os Inimitáveis - Volume 4 - Chororó
- 1978 - Os Inimitáveis - Volume 5 - Chororó
- 1979 - Filho de Jesus - Chororó
- 1980 - Os Inimitáveis - Volume 7 - Copacabana
- 1981 - Esta Noite Como Lembrança - Copacabana
- 1983  - Viciado em Você - Copacabana
- 1984 - Amor e Amizade (Dia Sim, Dia Não) - Copacabana
- 1986 - João Mineiro & Marciano - Volume 11 - Copacabana
- 1988 - João Mineiro & Marciano - Volume 12 - Copacabana
- 1989 - João Mineiro & Marciano - Volume 13 - Copacabana
- 1990 - Saudade - Copacabana
- 1990 - Tarde Demais Para Esquecer - Polygram
- 1991 - Pra Não Pensar Em Você - Polygram
- 1992 - Dois Apaixonados - Polygram